# Kacper Kozłowski (piłkarz)
Kacper Szymon Kozłowski (ur. 16 października 2003 w Koszalinie) – polski piłkarz, występujący na pozycji pomocnika w tureckim klubie Gaziantep FK, reprezentant Polski. Uczestnik Mistrzostw Europy 2020.

## Kariera piłkarska

### Kariera juniorska
Karierę zaczynał w juniorskich grupach Bałtyku Koszalin, gdzie w 2013 odbył pierwszy trening piłkarski. W 2015 uczestniczył w turnieju Z podwórka na Stadion o Puchar Tymbarku. W 2016 został zawodnikiem Akademii Piłkarskiej Pogoni Szczecin. W sezonie 2018/2019 zagrał 15 spotkań Centralnej Ligi Juniorów, zdobywając 9 goli.

### Kariera klubowa

#### Pogoń Szczecin

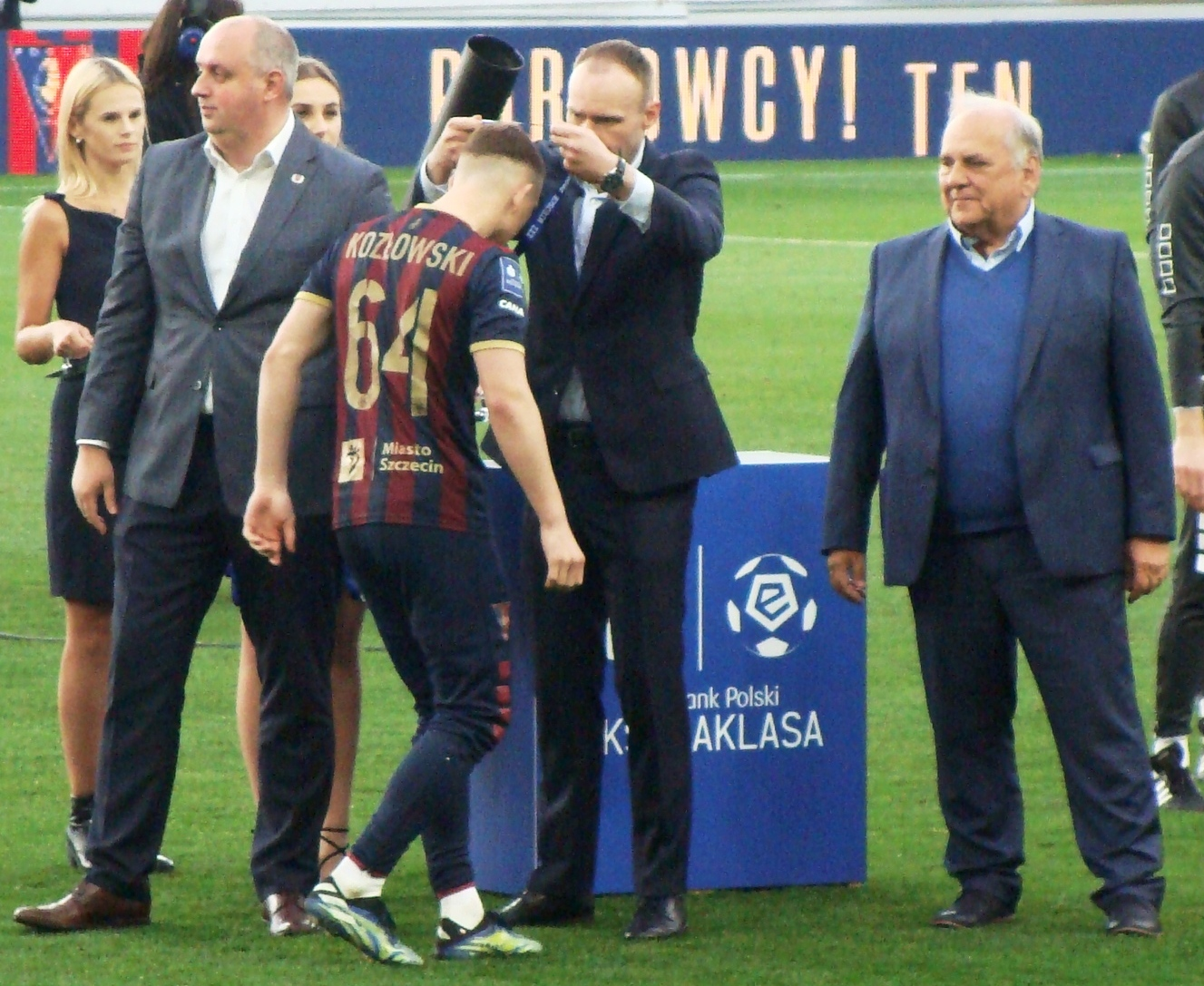
Kacper Kozłowski odbiera medal za zdobycie 3. miejsca w Ekstraklasie sezonu 2020/2021.

W sezonie 2018/2019 rozpoczął grę w rozgrywkach seniorskich – najpierw w III-ligowych rezerwach Pogoni Szczecin, a w maju 2019 został włączony do kadry pierwszego zespołu tego klubu. W Ekstraklasie zadebiutował 19 maja 2019 w wygranym 3:0 wyjazdowym meczu 37. kolejki przeciwko Cracovii, w doliczonym czasie gry zmieniając Zvonimira Kožulja. W wieku 15 lat, 7 miesięcy i 3 dni został najmłodszym debiutantem w Ekstraklasie w XXI wieku oraz najmłodszym debiutantem w historii pierwszej drużyny Pogoni Szczecin. W sierpniu 2019 przedłużył swoją umowę z Pogonią o kolejne 3 lata. 10 stycznia 2020 jako pasażer podczas kolizji samochodowej doznał złamania trzech kręgów lędźwiowych kręgosłupa, a związana z rehabilitacją przerwa w grze trwała do końca sezonu 2019/20.
W maju 2020 portal Football Talent Scout umieścił Kozłowskiego na liście 50 największych talentów światowej piłki urodzonych w 2001 roku, bądź później. W grudniu 2020 za występy w Ekstraklasie zdobył nagrodę Młodzieżowca Miesiąca PKO Banku Polskiego. 16 kwietnia 2021 w wygranym 2:0 meczu przeciwko Podbeskidziu Bielsko-Biała, zdobył swoją pierwszą bramkę w Ekstraklasie. Został także laureatem pierwszej w historii nagrody Lotto Numer Miesiąca za zdobycie bramki po 24 sekundach do wejścia z ławki rezerwowych, 25 lipca 2021 w meczu 1. kolejki Ekstraklasy z Górnikiem Zabrze (2:0). W lipcu 2021 roku znalazł się na liście 80 piłkarzy nominowanych do nagrody Golden Boy. Jako piłkarz Pogoni Szczecin rozegrał łącznie 43 spotkania, w których zdobył 4 gole oraz zanotował 7 asyst.

#### Royale Union Saint-Gilloise
5 stycznia 2022 angielski klub Premier League, Brighton & Hove Albion ogłosił podpisanie czteroipółrocznego kontraktu z piłkarzem i jednocześnie wypożyczenie go do końca sezonu 2021/2022 do belgijskiego klubu Royale Union Saint-Gilloise. Został wówczas jednym z najdroższych piłkarzy wytransferowanych z Ekstraklasy. Zadebiutował 18 stycznia 2022 w wygranym 4:0 meczu Eerste klasse z RFC Seraing, zmieniając w 90 minucie spotkania Caspera Nielsena.

#### Brighton & Hove Albion
Sezon 2022/2023 rozpoczął w Brighton & Hove Albion.

### Kariera reprezentacyjna
Reprezentował Polskę w kategoriach wiekowych U-15, U-17 i U-19. 29 października 2021 został powołany do reprezentacji U-21, w której 12 listopada 2021 zadebiutował i strzelił gola w wygranym 4:0 meczu z Niemcami.
15 marca 2021 został powołany przez selekcjonera Paulo Sousę do reprezentacji Polski w piłce nożnej na mecze eliminacji Mistrzostw Świata 2022 z Węgrami, Andorą i Anglią. 28 marca 2021 zadebiutował w reprezentacji, w wygranym 3:0 meczu z Andorą, stając się drugim najmłodszym zawodnikiem (17 lat i 163 dni), który zagrał w reprezentacji Polski. Młodszy od niego był jedynie Włodzimierz Lubański, który reprezentacyjny debiut zaliczył w wieku 16 lat i 188 dni.
1 czerwca 2021 zmienił Mateusza Klicha w 70 minucie meczu towarzyskiego z Rosją (1:1). 8 czerwca 2021 zanotował asystę przy bramce Karola Świderskiego w meczu towarzyskim z Islandią (2:2). 17 maja 2021 został powołany przez selekcjonera Paulo Sousę do szerokiej kadry na zgrupowanie reprezentacji Polski przed Mistrzostwami Europy 2020. 19 czerwca 2021 dzięki występowi w meczu przeciwko Hiszpanii (1:1), w wieku w wieku 17 lat i 246 dni został najmłodszym piłkarzem, który wystąpił w meczu Mistrzostw Europy w piłce nożnej mężczyzn. 23 czerwca 2021 rozegrał 17 minut w ostatnim meczu fazy grupowej turnieju przeciwko Szwecji (2:3).
20 września 2021 Paulo Sousa powołał go na mecze eliminacji Mistrzostw Świata 2022 z San Marino i Albanią. 9 października 2021 w wygranym 5:0 meczu z San Marino miał udział przy dwóch golach Polaków. Po jego dośrodkowaniu padła bramka samobójcza Cristiana Brolliego na 2:0, a w 90 minucie zanotował asystę przy bramce Krzysztofa Piątka, który ustalił wynik spotkania.

## Życie prywatne
Jego ojciec, Mariusz był zawodnikiem Gwardii Koszalin, a matka, Izabela zawodniczką judo.
W 2022 roku wydana została biografia 19-letniego Kacpra Kozłowskiego autorstwa Jakuba Kokiela pt. Mentalność właściciela.

## Statystyki kariery

### Klubowe
(aktualne na dzień 9 kwietnia 2023)
| Klub                   | Sezon              | Liga               | Liga  | Liga   | Puchar kraju | Puchar kraju | Europa | Europa | Suma  | Suma   |
| Klub                   | Sezon              | Liga               | Mecze | Bramki | Mecze        | Bramki       | Mecze  | Bramki | Mecze | Bramki |
| ---------------------- | ------------------ | ------------------ | ----- | ------ | ------------ | ------------ | ------ | ------ | ----- | ------ |
| Pogoń Szczecin         | 2018/2019          | Ekstraklasa        | 1     | 0      | –            | –            | –      | –      | 1     | 0      |
| Pogoń Szczecin         | 2019/2020          | Ekstraklasa        | 3     | 0      | –            | –            | –      | –      | 3     | 0      |
| Pogoń Szczecin         | 2020/2021          | Ekstraklasa        | 20    | 1      | –            | –            | –      | –      | 20    | 1      |
| Pogoń Szczecin         | 2021/2022          | Ekstraklasa        | 16    | 3      | 1            | 0            | 2      | 0      | 19    | 3      |
| Pogoń Szczecin         | Łącznie            |                    | 40    | 4      | 1            | 0            | 2      | 0      | 43    | 4      |
| Union SG (wyp.)        | 2021/2022          | Eerste klasse A    | 9     | 0      | –            | –            | –      | –      | 9     | 0      |
| Brighton & Hove Albion | 2022/2023          | Premier League     | 0     | 0      | –            | –            | –      | –      | 0     | 0      |
| Vitesse                | 2022/2023          | Eredivisie         | 23    | 1      | –            | –            | –      | –      | 23    | 1      |
| Łącznie w karierze     | Łącznie w karierze | Łącznie w karierze | 97    | 10     | 1            | 0            | 2      | 0      | 100   | 10     |

### Reprezentacyjne
(aktualne na dzień 9 października 2021)
| Reprezentacja | Rok  | Mecze | Bramki |
| ------------- | ---- | ----- | ------ |
| Polska        |      |       |        |
| 2021          | 6    | 0     |        |
| Suma          | Suma | 6     | 0      |

| Mecze i gole w reprezentacji | Mecze i gole w reprezentacji | Mecze i gole w reprezentacji | Mecze i gole w reprezentacji | Mecze i gole w reprezentacji | Mecze i gole w reprezentacji |
| Lp.                          | Data                         | Miasto                       | Przeciwnik                   | Wynik                        | Rozgrywki                    |
| ---------------------------- | ---------------------------- | ---------------------------- | ---------------------------- | ---------------------------- | ---------------------------- |
| 1.                           | 28.03.2021                   | Warszawa                     | Andora                       | 3:0                          | el. MŚ 2022                  |
| 2.                           | 01.06.2021                   | Wrocław                      | Rosja                        | 1:1                          | mecz towarzyski              |
| 3.                           | 08.06.2021                   | Poznań                       | Islandia                     | 2:2                          | mecz towarzyski              |
| 4.                           | 19.06.2021                   | Sewilla                      | Hiszpania                    | 1:1                          | ME 2020                      |
| 5.                           | 23.06.2021                   | Petersburg                   | Szwecja                      | 2:3                          | ME 2020                      |
| 6.                           | 09.10.2021                   | Warszawa                     | San Marino                   | 5:0                          | el. MŚ 2022                  |

## Sukcesy

### Indywidualne
- Odkrycie Roku w Plebiscycie Piłki Nożnej: 2021[32]